# جزيرة حاطبة
جزيرة حاطبة هي إحدى الجزر الواقعة في البحر الأحمر، وتتبع منطقة مكة المكرمة غرب السعودية. تبلغ مساحة الجزيرة نحو 19,5 كم2 وتبعد عن الساحل بحوالي 0,20 ميل بحري.